# Jean Balue
Jean Balue (Angles-sur-l'Anglin, 1421 – Ripatransone, 5 ottobre 1491) è stato un cardinale e vescovo cattolico francese.
Fu dapprima amico, sostenitore e uomo di fiducia del Re Luigi XI di Francia, per poi diventare, dopo uno spiacevole episodio, uno tra le persone più odiate dal sovrano.

## Biografia

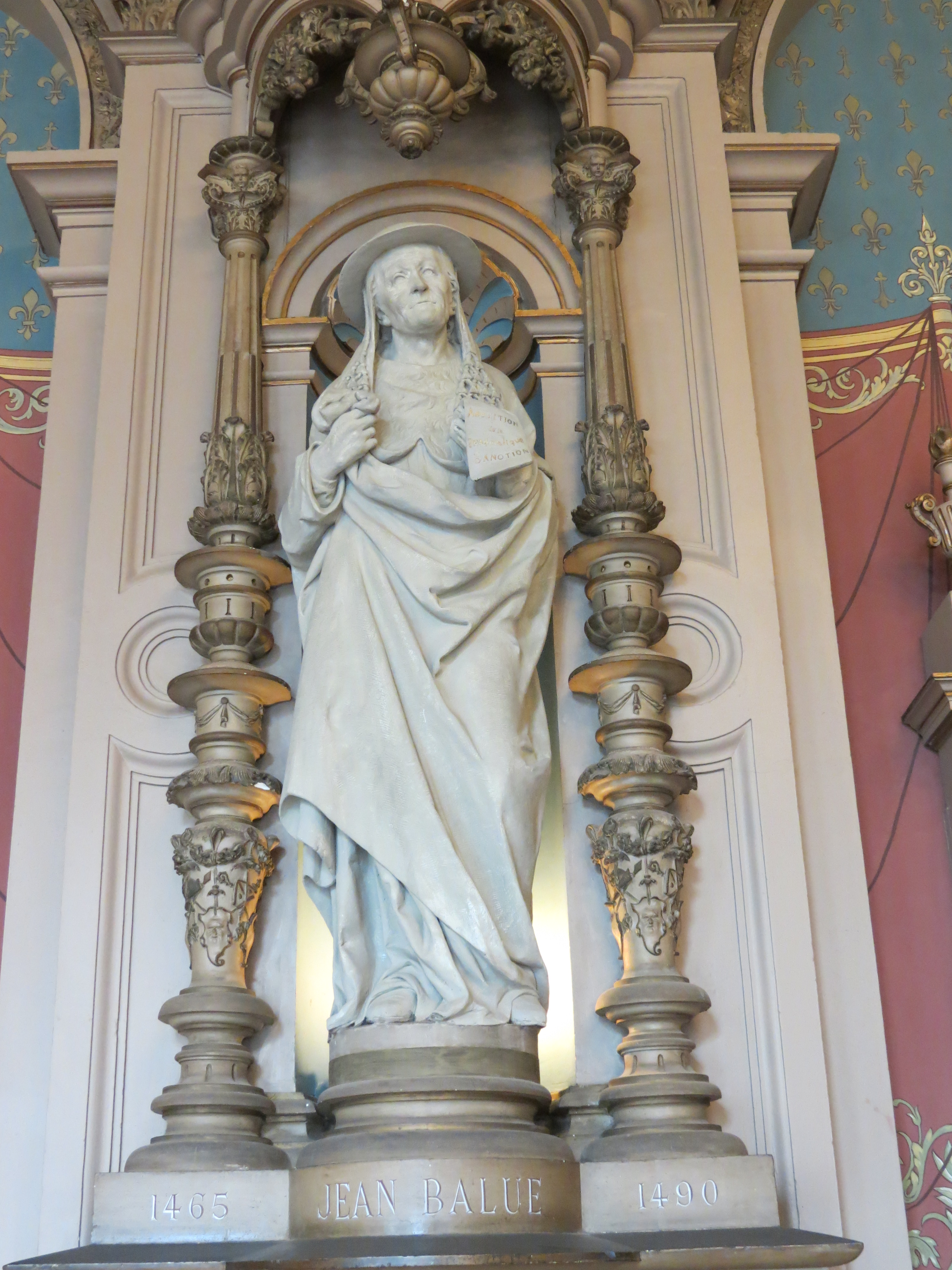
Statua del cardinale Balue nell'Abazia di Fécamp

Jean Balue nacque nel 1421 nella casa paterna di Angles-sur-l'Anglin, nei pressi di Montmorillon, nel Regno di Francia. Il suo cognome è anche elencato come La Balue, de La Balue, e anche come Balve. Talvolta venne anche indicato come Il cardinale di Angers. Il padre era Thomassin Balue, che portava il titolo di Châtelain procureur et receveur de la Baronnie d'Angles, ossia Procuratore castellano della Baronia di Angles.

### Una carriera folgorante
Studiò presso l'Università di Angers, dove, trentaseienne, si laureò in giurisprudenza nel 1457. Venne ordinato presbitero a Poitiers, in data ignota. Fu pupillo di Giacomo Giovenale Orsini, vescovo di Poitiers e patriarca titolare di Antiochia, di cui fu esecutore testamentario nel 1457. Più tardi, si recò ad Angers, dove il vescovo Jean de Beauveau lo nominò canonico di Saint-Maurille nel 1461, e più tardi vicario generale. Nel 1462, il vescovo Beauveau venne nominato Ambasciatore di Francia presso l'Italia, e Balue lo accompagnò a Roma, dove Papa Pio II lo insignì dell'onorificenza di protonotario apostolico.

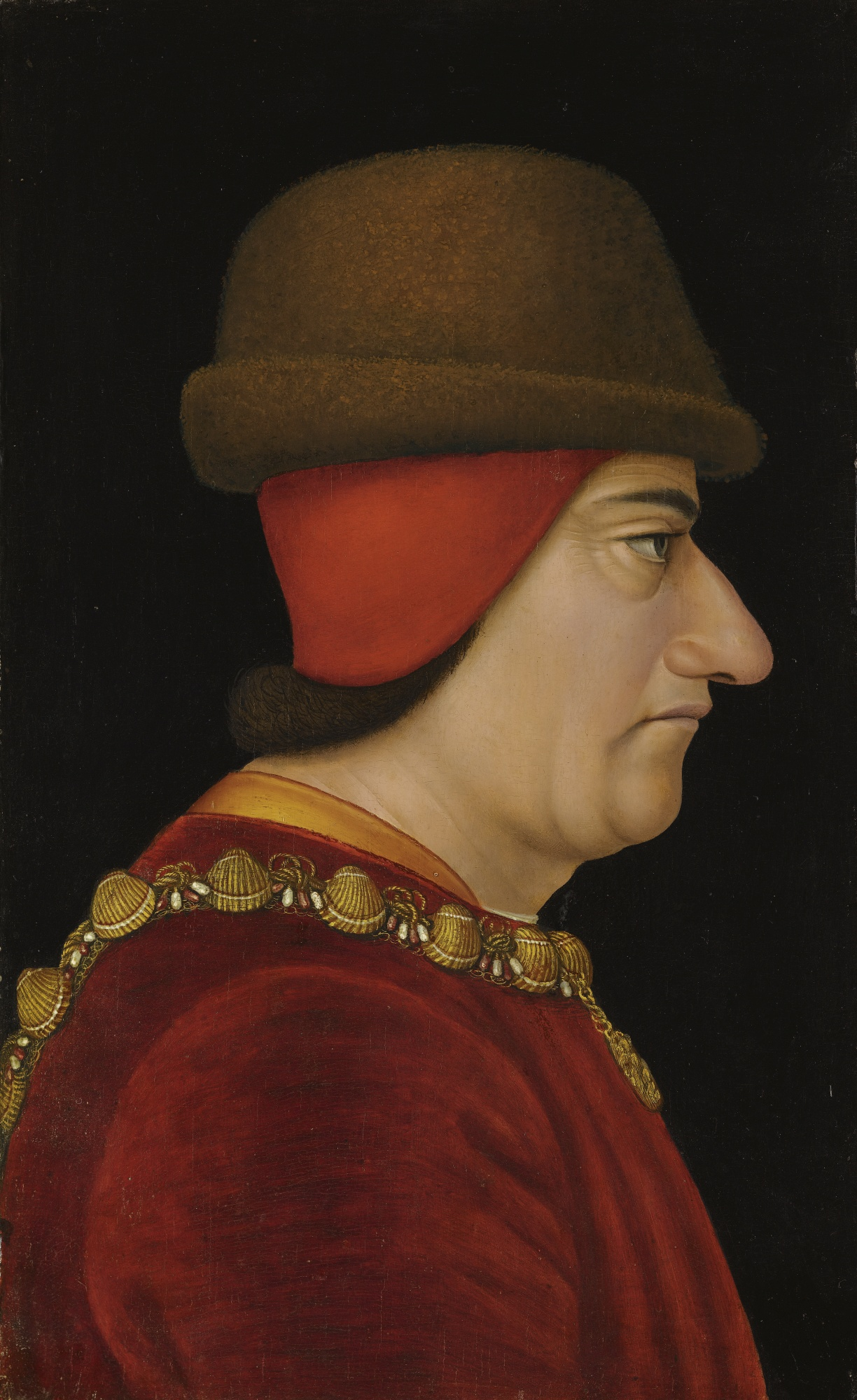
Luigi XI di Francia, che sarà il principale promotore della carriera ecclesiastica di Jean Balue

Non molto tempo dopo, il 1º settembre 1462, venne nominato prebendario di Sainte-Marguerite d'Angers. Tale nomina provocò una così accesa disputa tra il capitolo della Cattedrale di Angers e monsignor Balue, che egli decise di recarsi a Parigi per difendere i suoi interessi. Lì incontrò l'aristocratico Charles de Melun, Barone di Normanville, che in futuro diverrà il suo più acerrimo nemico. Quest'ultimo, lo presentò al sovrano Luigi XI di Francia, in carica da appena un anno. Inizialmente i due andarono molto d'accordo, tanto che il Re lo nominò suo segretario e cappellano. Nel 1463, divenne tesoriere di Angers, e l'anno successivo venne nominato Consigliere al Parlamento e Consigliere di Stato. Sempre nel 1463, acquisì i titoli di abate commendatario di Saint-Ouen de Rouen, Saint-Éloi, Saint-Thierry, e Bec-Hellouin, poi quello di abate commendatario di Fécamp, nel 1464. Inoltre, più tardi ricevette i prestigiosi incarichi di Intendant des finances e Segretario di Stato.

### Episcopato
La sua influenza presso Luigi XI di Francia, fu tale che il monarca, il 4 febbraio 1465, esortò la scelta di Balue come nuovo vescovo di Évreux, dopo il trasferimento del precedente vescovo, Pierre de Comborn, alla sede di Saint-Pons-de-Thomières. Due mesi dopo, il 20 maggio 1465, Papa Paolo II confermò la sua nomina a vescovo di Évreux. Ricevette la consacrazione episcopale il 4 agosto successivo, nella cattedrale di Notre-Dame a Parigi, per imposizione delle mani di Guillaume Chartier, vescovo di Parigi; rimangono sconosciuti i co-consacrati. Nel 1465, divenne abate commendatario di Saint-Jean d'Angely. Si insediò nella sua diocesi di il 22 agosto dello stesso anno. Si schierò dalla parte del Re durante la rivolta della Lega del bene pubblico, aumentando ulteriormente il riconoscimento del sovrano. Nell'ottobre 1466, fece parte di un'ambasciata inviata a Roma insieme al cardinale Jean Jouffroy, vescovo di Albi.
Al suo ritorno da Roma, decise di lasciare la diocesi di Évreux a suo fratello Antoine Balue, così, il 5 giugno 1467, si trasferì alla sede di Angers. Trasferendosi, prese il posto del vescovo Jean de Beauveau, che tempo addietro lo aveva aiutato agli inizi della sua carriera ecclesiastica, incolpato dallo stesso Balue di false accuse e deposto prima dall'arcivescovo metropolita di Tours, Jean Bernardi, nel 1465, e poi da Papa Paolo II nel 1467. La stima di Luigi XI di Francia nei confronti di Balue, lo portò a chiedere al Papa la sua elevazione al rango cardinalizio nel 1465 e nel 1466. Nonostante la riluttanza, il Papa acconsentì a tale richiesta l'anno successivo.

### Il cardinalato e la rottura con Luigi XI

Stemma del cardinale Jean Balue

Come promesso, venne creato cardinale nel concistoro del 18 settembre 1467, da Papa Paolo II. I nomi di tutti i cardinali vennero pubblicati dal Papa il giorno successivo, 19 settembre, nella Basilica di San Marco a Roma. Al momento della pubblicazione, il neo-cardinale Balue non era presente, probabilmente per difficoltà legate alla lontananza. Come ringraziamento per il sostegno e per la nomina, il 1º ottobre 1467, il porporato presentò al Parlamento di Parigi una dichiarazione per l'abrogazione della Prammatica Sanzione di Bourges. Il 6 aprile 1468 partecipò, seduto alla destra del Re, agli Stati generali, convocati a Tours. Il Papa diede il compito al cardinale Alain de Coëtivy di assegnare, con un permesso speciale, il titolo presbiterale di Santa Susanna al cardinal Balue durante una cerimonia, che ebbe luogo il 13 maggio 1468.
La sua influenza ed amicizia con il Re di Francia sarebbe però finita improvvisamente dopo uno spiacevole episodio: quando il cardinale Jean Balue si alleò con Antoine de Chabannes, Conte di Dammartin, contro il Barone Charles de Melun, lo stesso che gli presentò il sovrano francese, fu l'inizio della fine. Essi accusarono Melun di vendere cariche pubbliche e di aver mosso intrighi giuridici. Inoltre Luigi XI, dopo aver ripensato all'episodio delle duecento lance, ricordò che Melun trattenne il maresciallo Rouhault di Parigi durante la battaglia di Montlhery. Infine Balue accusò Melun di avere rapporti con il Duca di Bretagna. Queste accuse convinsero il Re a far decapitare Melun, in data 22 agosto 1468, a Les Andelys.
Il Consigliere di Luigi XI, durante un colloquio a Péronne, alla presenza del sovrano francese e anche di Carlo il Temerario, Duca di Borgogna, riferì di aver intercettato delle lettere, il 15 aprile 1469, che provavano la colpevolezza del cardinale Balue nell'aver inventato le false accuse su Melun, e quindi di averlo fatto decapitare. Dopo essere venuto a conoscenza del contenuto delle lettere, il Re, furioso, ordinò che il cardinale Jean Balue venisse privato di tutti i suoi beni ed imprigionato. Così avvenne, e il porporato venne arrestato ad Amboise e imprigionato a Loches. Più tardi, venne trasferito nel Castello di Onzain, nei pressi di Blois, dove rimase incarcerato per undici anni in una gabbia di ferro. Il cardinale chiamava la prigionia in quelle catene "Le Fillettes du Roi". Venne anche privato della carica di vescovo di Angers che, pur senza l'approvazione del Papa, venne assegnata prima al vescovo Jean de Beauveau, che tenne la carica dal 1476 al 1479, e poi ad Auger de Brie, che la tenne dal 1479 al 1480. Essendo stato imprigionato, non poté partecipare al Conclave del 1471, che elesse al Soglio pontificio Francesco della Rovere, che divenne Papa con il nome di Sisto IV.

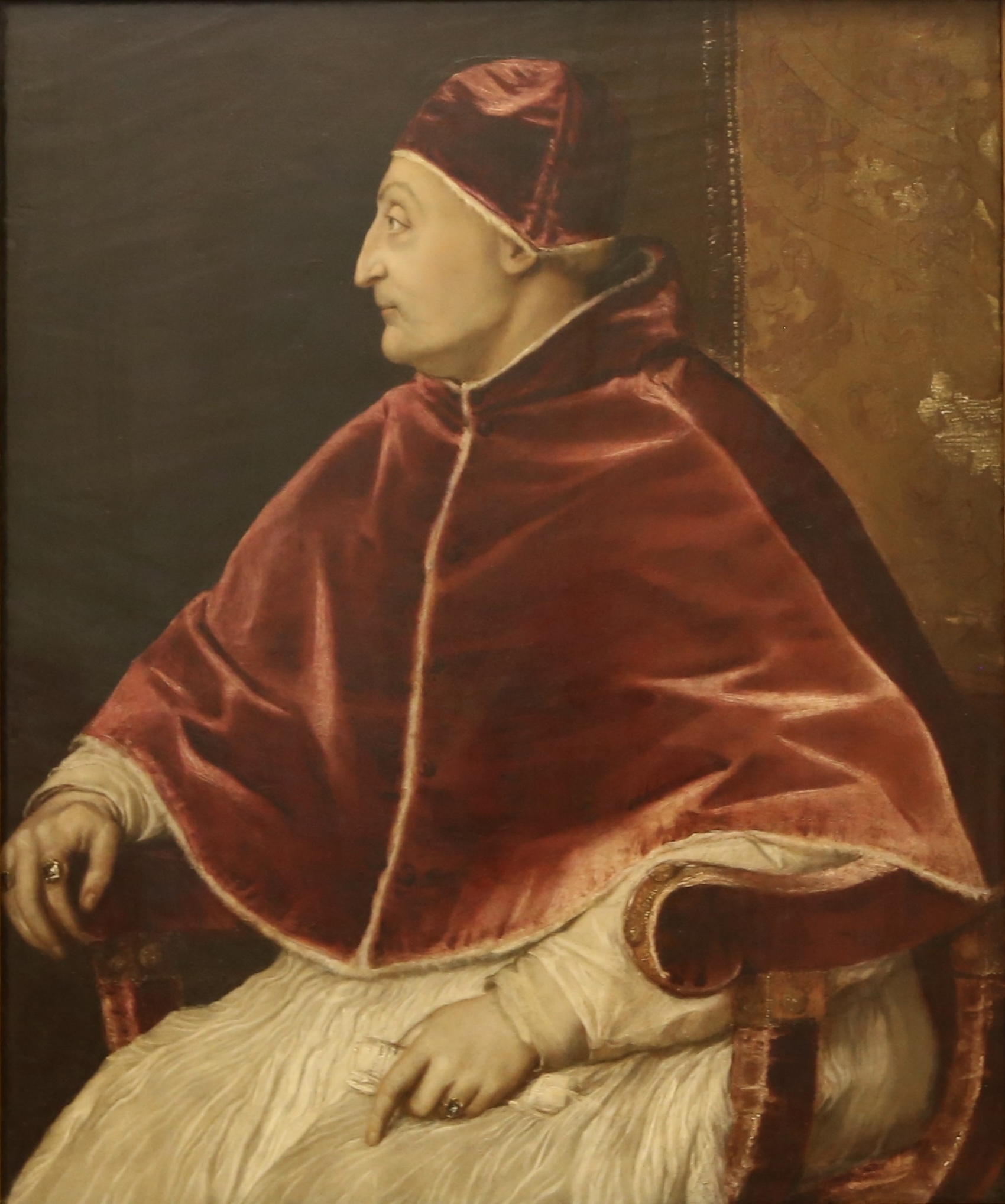
Ritratto del papa Sisto IV, il papa che impedì l'esecuzione del cardinale Jean Balue

Il Re Luigi XI, avrebbe voluto però condannarlo a morte, e l'unica cosa che gli impedì di raggiungere il suo obbiettivo fu Papa Sisto IV, che mal tollerava l'idea della condanna a morte di un Cardinale di Santa Romana Chiesa. Nel 1472, il cardinale Basilio Bessarione, Legato pontificio in Francia, chiese invano la liberazione del cardinale Balue, richiesta che venne immediatamente respinta. Nell'agosto 1480, il cardinale Giuliano della Rovere, nuovo Legato pontificio in Francia e futuro Papa Giulio II, riuscì a persuadere il monarca francese a restituire la libertà al porporato, da anni imprigionato, a condizione che lasciasse la Francia.
Dopo diversi mesi di soggiorno nella città di Lucca, arrivò a Roma il 3 febbraio 1482, e venne ricevuto in un concistoro pubblico. Fissò la sua dimora nel Palazzo di San Pietro in Vincoli. Papa Sisto IV decise di investirlo di nuovo della dignità cardinalizia e lo fece di persona. Il 31 gennaio 1483, il cardinale Balue decise di optare per l'ordine dei cardinali vescovi, e così gli venne assegnata la sede suburbicaria di Albano. Nello stesso anno, egli apprese che il Re di Francia Luigi XI era venuto a mancare il 30 agosto 1483. Al posto del defunto sovrano, divenne Re Carlo VIII di Francia.

### Il ritorno in Francia

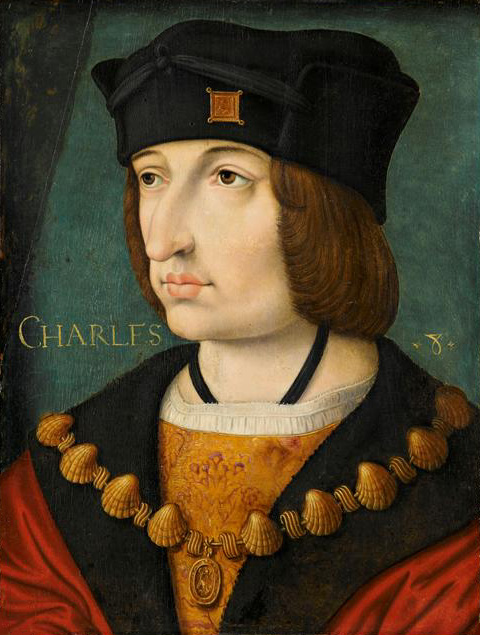
Carlo VIII di Francia, che permise al cardinale Balue di fare ritorno nella sua patria

Il cardinale Balue, dopo essere stato nominato Legato a latere in Francia, l'8 ottobre 1483, decise di accettare la proposta di ritornare in patria di Carlo VIII e lasciò Roma il 13 ottobre successivo. In suo nome, venne organizzato un sontuoso ricevimento ad Angers da parte del Re, in data 24 luglio 1483. Dopo la morte di Papa Sisto IV, trovandosi in Francia, decise di non partecipare al Conclave del 1484, che elesse il cardinale Giovanni Battista Cybo, che prese il nome di Innocenzo VIII. Il 13 ottobre 1484, oltre alla diocesi di Angers, di cui aveva ripreso possesso nel 1480, gli venne assegnata anche la sede di Autun, da cui si dimise nell'aprile 1490.
Rientrò a Roma insieme al resto della legazione in Francia l'8 febbraio 1485. Il giorno successivo, Papa Innocenzo VIII lo ricevette in un concistoro pubblico. Divenne poi ambasciatore del Regno di Francia in Italia. Il 12 settembre 1486, entrò a Roma alla presenza di Giuliano della Rovere, cardinale vescovo di Ostia e Velletri. Nel luglio 1487, aiutò a sottomettere la città di Osimo, che si era ribellata al Papa. Divenne poi protettore dell'Ordine di San Giovanni di Gerusalemme e incaricato della detenzione del principe Cem, fratello del sultano dell'Impero ottomano Bayezid II, che era stato relegato in Alvernia. Ottenne in commedam il monastero di Saint-Vaas, vicino ad Arras, il 24 settembre 1488, tenendolo fino al 4 febbraio 1489. Tornò da Ostia insieme al Papa il 18 novembre 1489. Si dimise poi della commenda del monastero di Saint-Pierre de Lagny, vicino a Parigi, il 14 giugno 1490. Il 14 marzo 1491, si trasferì dalla sede suburbicaria di Albano a quella di Palestrina. Nel mese di agosto dello stesso anno, venne nominato legato pontificio della Marca anconitana.

### Morte

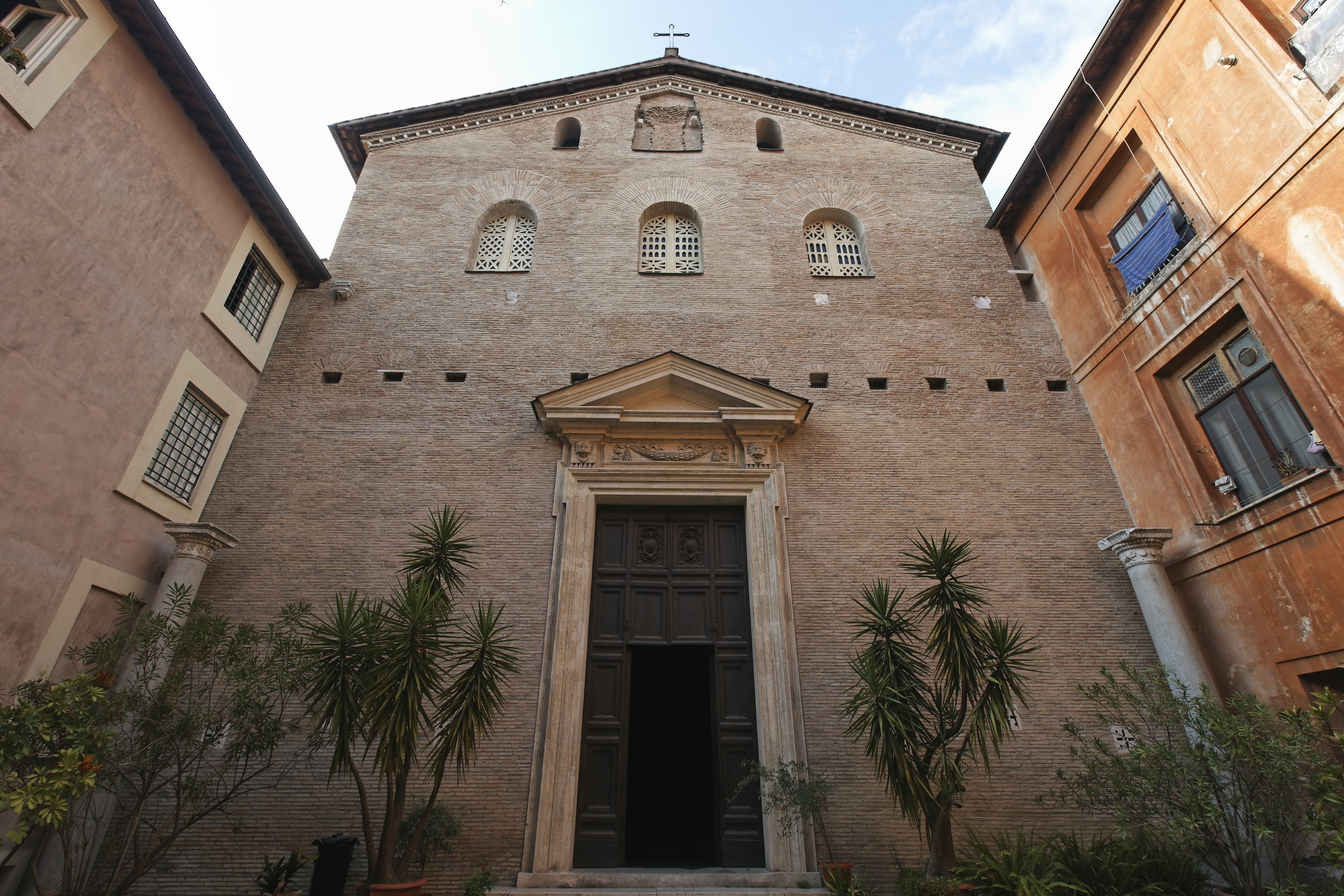
Facciata della Basilica di Santa Prassede, luogo di sepoltura del cardinale Jean Balue

Il cardinale Jean Balue morì il 5 ottobre 1491, verso le 2 del mattino, nel comune di Ripatransone, nella Legazione delle Marche. Il suo feretro arrivò a Roma in data 18 ottobre 1491 e sepolto nella Basilica di Santa Prassede. Più tardi, la salma venne traslata nella Cappella dei Santi della medesima chiesa. Il suo epitaffio è stato composta da Antonio Pallavicini Gentili, cardinale presbitero di Santa Prassede. Dal momento che non aveva avuto occasione di fare testamento, i suoi beni, valutati della notevole fortuna di 100 000 ducati, andarono dunque in proprietà del Papa.

## Genealogia episcopale e successione apostolica
La genealogia episcopale è:
- Cardinale Giordano Orsini
- Arcivescovo Giovanni Giovenale Orsini
- Vescovo Guillaume Chartier
- Cardinale Jean Balue

La successione apostolica è:
- Cardinale Bernardino López de Carvajal (1488)